# Użytek ekologiczny „Darzybór”
Darzybór – użytek ekologiczny położony w południowo-wschodniej części Poznania. Został założony w 1994 roku z myślą o ochronie dobrze zachowanych fragmentów borów mieszanych oraz ochrony roślinności łąkowej. Zajmował wtedy powierzchnię 330 hektarów, z czego 300 ha obejmował obszar leśny. Na początku 2008 roku wykreślono z listy terenów cennych przyrodniczo aż 22 z 26 poznańskich użytków ekologicznych, w tym „Darzybór”, gdyż nie spełniały kryteriów określonych przez nowelizację „Ustawy z dnia 16 października 1991 r. o ochronie przyrody” („Ustawa z dnia 7 grudnia 2000 r. o zmianie ustawy o ochronie przyrody” – Dz.U. z 2001 r. nr 3, poz. 21), w której przepisach brakowało zapisu utrzymującego w mocy akty prawne powołujące m.in. użytki ekologiczne. W 2014 roku użytek ekologiczny „Darzybór” został powołany ponownie – na powierzchni 408,02 ha. Jest największym użytkiem ekologicznym położonym na terenie Poznania.